# Greg Cipes
Gregory Michael Cipes là một nhạc sĩ và diễn viên người Mỹ. Anh là thành viên trong chương trình truyền hình thực tế twentyfourseven, và có vai diễn trong MDs và Peacemakers. Vai diễn nổi bật của anh gồm có Beast Boy trong Teen Titans, Kevin Levin trong Ben 10, và Michaelangelo trong Teenage Mutant Ninja Turtles phiên bản 2012.
Năm 2020, DuckTales (2017) với giọng nói Vero từ 2 tập "The Lost Harp of Mervana" và "Escape from the Impossibin"

## Sự nghiệp điện ảnh
- The Wild: Ryan chú cá sấu thân thiện (2006)
- Teen Titans: Beast Boy